# Tanin (pesniška zbirka)
Tanin je pesniška zbirka Milana Vincetiča. Zbirka je izšla leta 1997 pri založbi Pomurski založbi.

## Vsebina
Že naslov zbirke kaže na pesnikov premik v območje trpkejših občutij. Zbirka je sestavljena simetrično - uvodna in sklepna nenaslovljena pesem obdajata sedem ciklov, od katerih vsak vsebuje sedem pesmi. Te so zgrajene iz treh kitic, ki jih tvorijo štirje verzi.
Vsebina pesmi se navezuje na pesniške ostanke davnih svetov, ki pa tako kot sedanjost ostajajo nejasni, kar spada med tipične postmoderne prvine. Avtor združuje svoje lastne spomine z ostanki daljnih časov in išče prehode med svetovi.
Uvodna cikla zbirke sta Podobe in Odjuga; sledi jima cikel Satirikon. V slednjem se avtor odpira iskanju smisla in svoje delo navezuje na opuse drugih slovenskih pesnikov, predvsem Kajetana Koviča in Milana Jesiha. 